# Дом Советов (Иркутск)
Дом Советов (Серый дом) — административное здание в Иркутске, в котором размещаются Правительство и Законодательное собрание Иркутской области. Расположено по адресу: улица Ленина, 1А. Здание играет важную роль в формировании главной площади города.

## История
Разработка проекта иркутского Дома Советов (Дома госучреждений) началась в конце 1920-х годов. По итогам проведённого в 1936 году архитектурного конкурса к осуществлению был принят проект новосибирских архитекторов А.Д. Крячкова и В.С. Масленникова. С началом Великой Отечественной войны строительство было прервано, и при возобновлении строительства в 1949 году за основу был взят проект архитектора И.И. Виноградова. Дом Советов был введён в эксплуатацию в 1959 году.